# Felixiella infulenensis
Felixiella infulenensis är en insektsart som beskrevs av Almeida 1973. Felixiella infulenensis ingår i släktet Felixiella och familjen pansarsköldlöss.
Artens utbredningsområde är Moçambique. Inga underarter finns listade i Catalogue of Life.